# Paulo de Carvalho Cunha
Paulo Henrique de Carvalho e Cunha (Póvoa de Varzim, Póvoa de Varzim, 6 de setembro de 1909 — …) foi um arquiteto e urbanista português.

## Biografia / Obra
Nasceu na freguesia e concelho da Póvoa de Varzim. Era filho do capitalista Luís Augusto Correia da Cunha, natural de Braga (freguesia de Fraião), e de Virgínia Rebelo de Carvalho e Cunha, doméstica, natural de Lousada (freguesia de Silvares).
Formou-se na Escola de Belas-Artes de Lisboa em 1936. Estagiou com Carlos Ramos e complementou a sua formação em arquitetura através de viagens de estudo ao Norte de África, onde prestou atenção ao reordenamento das cidades de Rabat e Casablanca, e à Europa, onde se centrou nas cidades portuárias de Roterdão e Amesterdão. Participou na Exposição do Mundo Português de 1940 como adjunto de Cottinelli Telmo. Em 1946 foi um dos fundadores do grupo ICAT (Iniciativas Culturais Arte e Técnica). Foi Secretário Geral do I Congresso Nacional de Arquitectura, Lisboa, 1948.
Em 1939 ingressou na Administração Geral do Porto de Lisboa, onde se manteve em atividade até ao termo da sua carreira profissional. Em paralelo, ocupou-se da elaboração de Planos Gerais de Urbanização de povoações costeiras como Viana do Castelo, Vila Real de Santo António e Quarteira (desde 1942). A convite da Direcção-Geral dos Serviços de Urbanização  e enquanto especialista em urbanismo de centros urbanos com frentes de água, Paulo Cunha foi convidado para orientar os planos urbanísticos de localidades ribeirinhas como Barreiro (1957), Alcochete e Moita (ambos em 1949), Montijo (1950), Arrentela e Seixal (ambos em 1952), a que se seguiram Albufeira, Praia da Rocha, Monte Gordo e Termas do Luso.
A 7 de dezembro de 1940, casou primeira vez civilmente, em Lisboa, com Maria Helena Pessoa de Amorim de Campos Borges (Camões, Lisboa, c. 1913 — São Sebastião da Pedreira, Lisboa, 12 de maio de 1957), professora de Educação Física no Instituto Feminino de Educação e Trabalho (mais tarde denominado Instituto de Odivelas), filha de Frederico da Silva de Campos Borges, natural de Angra do Heroísmo (freguesia da Sé), e de Albertina Helena Pessoa de Amorim de Campos Borges, natural de Lisboa (freguesia de Camões). A 21 de dezembro de 1940, os dois casaram religiosamente, na igreja paroquial de Serreleis, em Viana do Castelo.
Esteve ligado à reforma dos quartéis tendo, nesse âmbito, trabalhado para a Guiné, onde projetou habitações (1946). Foi autor de equipamentos portuários como o Edifício da Administração do Porto de Setúbal e Sesimbra, Setúbal (1940). 
Casou segunda vez, na igreja de Santa Isabel, em Lisboa, com Maria Madalena Novais da Silva Pinto, então de 40 anos, natural de Lisboa (freguesia de São Sebastião da Pedreira), filha dos fotógrafos Augusto Kurt da Silva Pinto (1887-1959) e Lucília Amélia Novais da Silva Pinto (1896-1961). Por sentença transitada em julgado a 12 de junho de 1967, foi decretada a separação judicial de pessoas e bens entre o casal.

## Condecorações
- Cavaleiro da Ordem Militar de Sant'Iago da Espada de Portugal (28 de julho de 1933)
- Oficial da Ordem Militar de Cristo de Portugal (4 de março de 1941)
- Comendador da Ordem do Infante D. Henrique de Portugal (16 de julho de 1966)[8]